# Club des patineurs de Roubaix
Actualités
Le Club des patineurs de Roubaix est un club français de rink hockey ayant évolué au plus haut-niveau français pour la dernière fois en 2002. 

## Parcours
À l'issue du Championnat de Nationale 1 de 2002, l'équipe de Roubaix est reléguée et ne parvient plus à ré-accéder au plus haut-niveau. 
En 2009, huit ans après son titre de champion de Nationale 2, l'équipe de Roubaix présidé par Robert Micaux dispute une nouvelle finale de Nationale 2 contre Biarritz. 
Le club dispose d'une école de patinage ainsi que d'une section de patinage artistique. 
Alors que le club est menacé par la relégation en 2017, deux ans plus tard, le club recrute des joueurs sud-américains avec pour l'ambition de rejoindre l'élite nationale. Le club parvient à intégrer dans son effectif Lucas Delhaye, international belge formé à Saint-Omer.

## Infrastructure
Le club dispose de la salle Michel Breistrroff d'une dimension de 40 m par 20 m et d'un revêtement de plastique. 